# Eunice Barber
Eunice Barber (sinh ngày 17 tháng 11 năm 1974 tại Freetown, Sierra Leone) là một vận động viên Sierra Leone thi đấu bảy môn phối hợp và nhảy xa. Thợ cắt tóc ban đầu thi đấu cho Sierra Leone và sau đó cho Pháp từ năm 1999 trở đi. Cô vô địch bảy môn phối hợp tại Giải vô địch thế giới về điền kinh năm 1999, môn nhảy xa vào năm 2003 và đứng thứ hai ở môn nhảy bảy môn vào năm 2003 và 2005.

## Ra mắt
Thợ cắt tóc đã tham gia Thế vận hội Olympic năm 1992 tại Barcelona ở môn nhảy dù và vượt rào 100 m. Cô cũng đã tham gia môn nhảy dây tại Giải vô địch thế giới năm 1993 tại Stuttgart, nhưng không hoàn thành.

## Đột phá
Tại Giải vô địch thế giới năm 1995 tại Gothenburg, cô đã đánh bại những người giỏi nhất cá nhân của mình trong sáu (bảy trong số bảy) sự kiện ở môn nhảy dù và kết thúc ở vị trí thứ tư. Cùng năm đó, cô đã giành được huy chương vàng trong môn nhảy xa tại Đại hội Thể thao toàn châu Phi ở Harare. Năm tiếp theo, cô đã hoàn thành thứ năm trong môn nhảy cầu tại Thế vận hội Olympic 1996 ở Atlanta. Trong những trò chơi đó, cô cũng tham gia nhảy xa (nhưng không đủ điều kiện cho trận chung kết).

## Đấu tay đôi với Denise Lewis
Vì một chấn thương, Eunice Barber không thể thi đấu năm 1998. Tháng 2 năm 1999, cô trở thành công dân Pháp (cô đã được đào tạo và sống ở Pháp từ năm 1992).
Trong giải vô địch thế giới năm 1999 tại Seville, cô đã đánh bại Denise Lewis chỉ với 137 điểm với tổng điểm tốt nhất cá nhân là 6861 điểm với Lewis một cách an toàn ở vị trí thứ hai với hơn 224 điểm so với Ghada Shouaa.
Năm 2000, Eunice Barber đã ghi được số điểm tốt nhất trong năm là 6842 điểm. Tuy nhiên, trong Thế vận hội Olympic ở Sydney, một chấn thương buộc cô phải rút lui khỏi cuộc thi sau năm sự kiện. Denise Lewis giành chiến thắng ở môn phái.

## Đấu tay đôi với Carolina Klüft
Tại Giải vô địch thế giới năm 2003 tại Paris, Carolina Klüft đã giành được danh hiệu thế giới đầu tiên của cô, trước đám đông được nhận nuôi tại nhà của Barber. Klüft kết thúc với 7001 điểm, trước Barber, với 6755 điểm. Tuy nhiên, Barber đã bật trở lại để giành được cú nhảy xa, với nỗ lực vòng cuối cùng của cô.
Tại Giải vô địch thế giới về điền kinh ở Helsinki năm 2005, Klüft và Thợ cắt tóc lại giành huy chương vàng. Một lần nữa, Klüft giành chiến thắng (với 6.887 điểm) và Barber chiếm vị trí thứ hai (với 6.824 điểm). Thợ cắt tóc thất bại trong việc bảo vệ vương miện nhảy xa của cô, nhưng đã lấy một đồng trong sự kiện này.
Tại Giải vô địch châu Âu về điền kinh ở Gothenburg năm 2006, Thợ cắt tóc đã hy vọng thậm chí ghi điểm với Klüft, bằng cách đánh bại cô trước đám đông nhà cô. Tuy nhiên, Barber đã buộc phải rút tiền vào ngày đầu tiên vì chấn thương hông.

## Cảnh sát xô xát
Vào tháng 3 năm 2006, Eunice đã tham gia vào một cuộc ẩu đả gần Stade de France, trong đó Eunice tuyên bố cô bị một nhóm cảnh sát xử lý mạnh mẽ sau một vụ vi phạm giao thông nhỏ. Eunice sẽ đưa vụ việc ra tòa, nhưng bản thân cô có thể phải đối mặt với cáo buộc tấn công các sĩ quan cảnh sát.